# Хафф, Таня
Таня Хафф (англ. Tanya Sue Huff; род. 26 сентября 1957) — канадская писательница, автор фэнтези.

## Биография
Таня Хафф родилась в 1957 году в Галифаксе (провинция Новая Шотландия). Её детство прошло в Кингстоне в Онтарио. Первый свой литературный гонорар она получила в возрасте десяти лет, когда «Picton Gazette» опубликовала её стихи и заплатила ей десять долларов. С 1975 по 1979 год Хафф служила коком в Резерве канадских ВМС. Затем Таня Хафф училась в торонтском Политехническом университете Райерсона (Ryerson Polytechnic University), где получила степень бакалавра прикладных искусств в области радио и телевидения. С 1984 по 1992 год работала в старейшем североамериканском книжном магазине «Bakka Books», расположенном в Торонто. За это время она сочинила семь книг и девять рассказов, большинство из которых было впоследствии издано. На счету писательницы полтора десятка фантастических романов. По её циклу «Кровные узы» снят одноимённый канадский мистический телесериал «Кровные узы».  В 1992 году, после 13 лет жизни в центре Торонто, Хафф перебралась в сельский район провинции Онтарио, где и живет до сих пор со своей женой, писательницей-фэнтезисткой Фионой Паттон (Fiona Patton).